# Palau Reial Menor

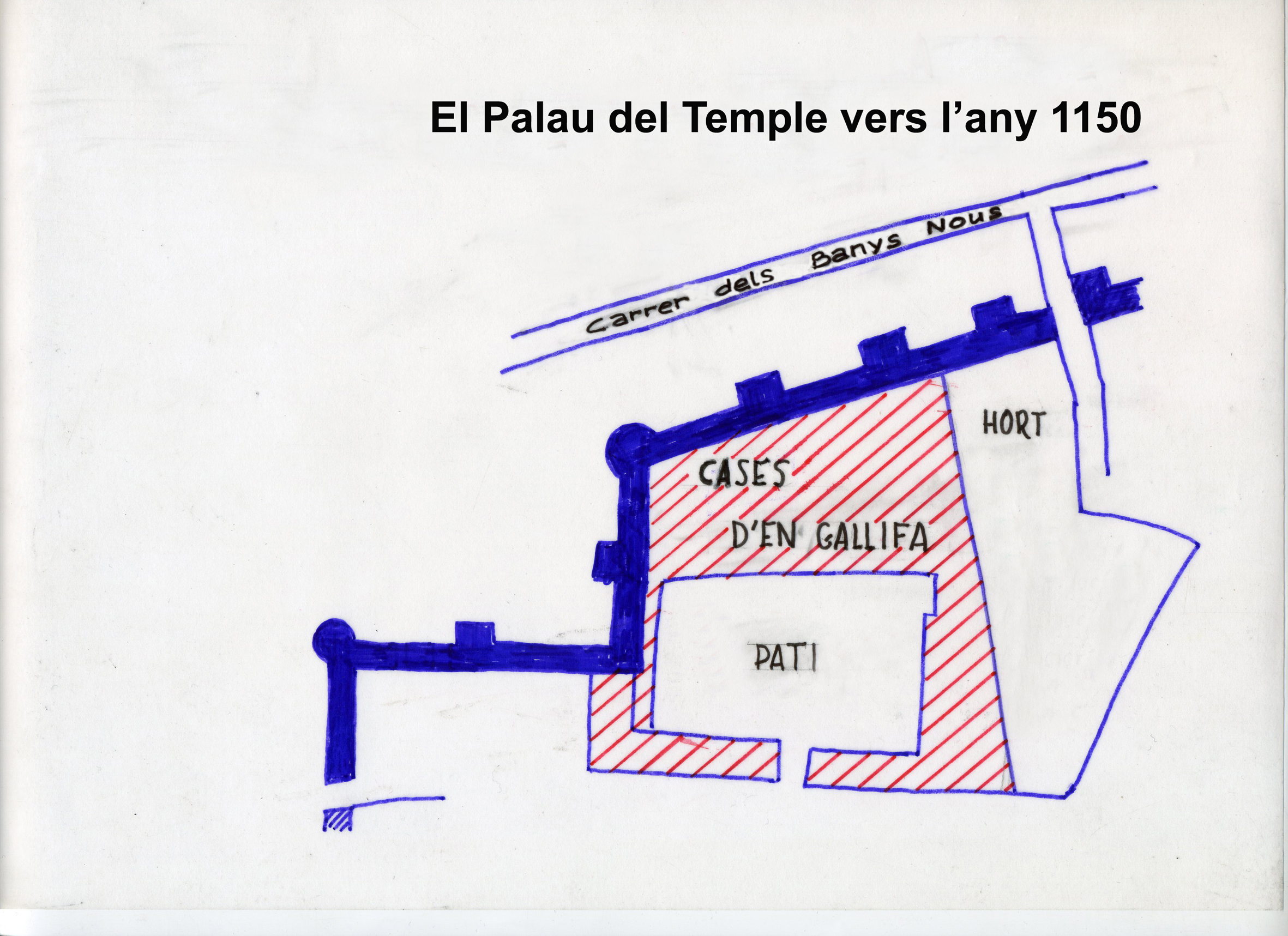
El Palau del Temple vers l'any 1150

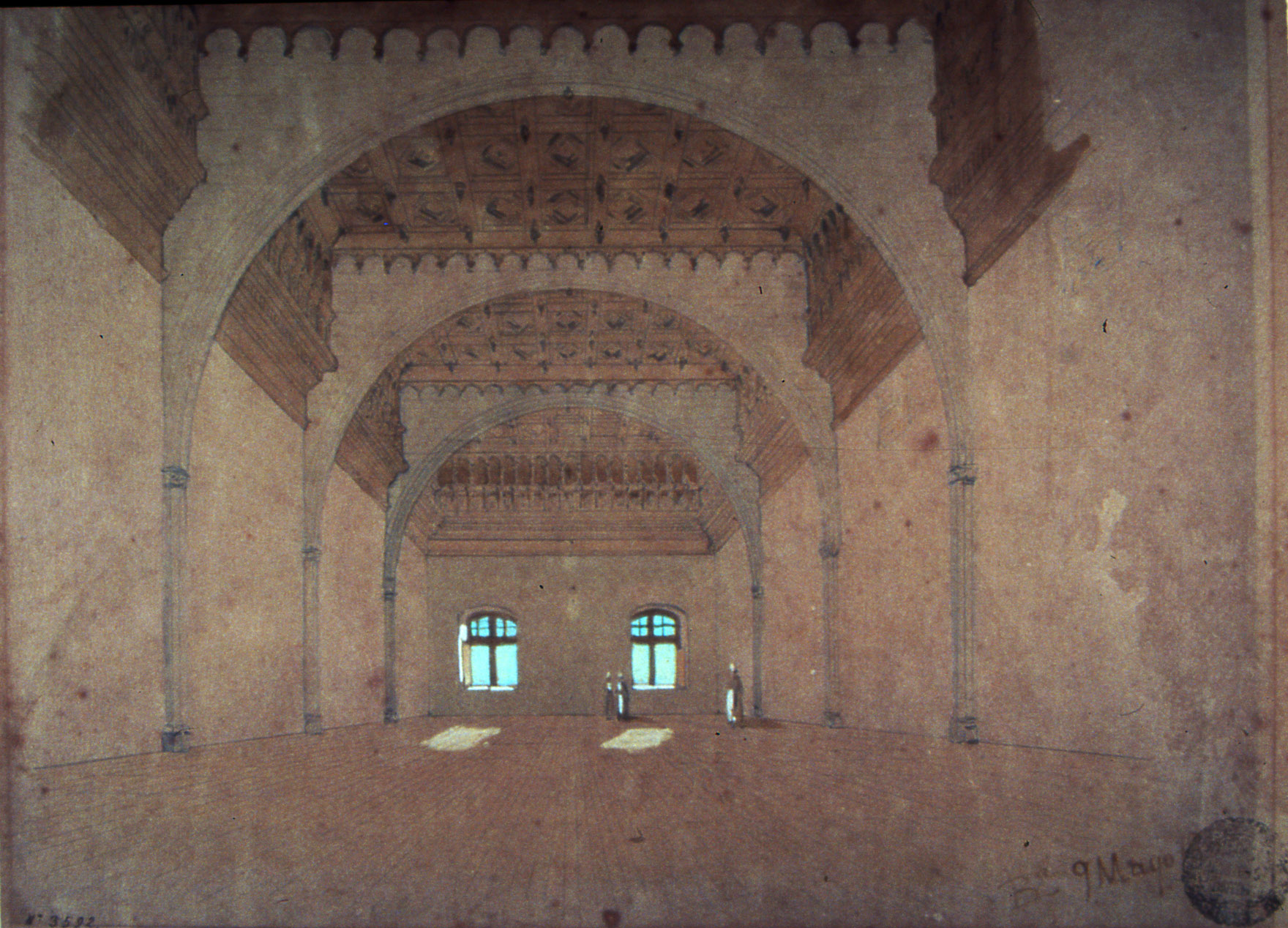
Sala dels Cavalls

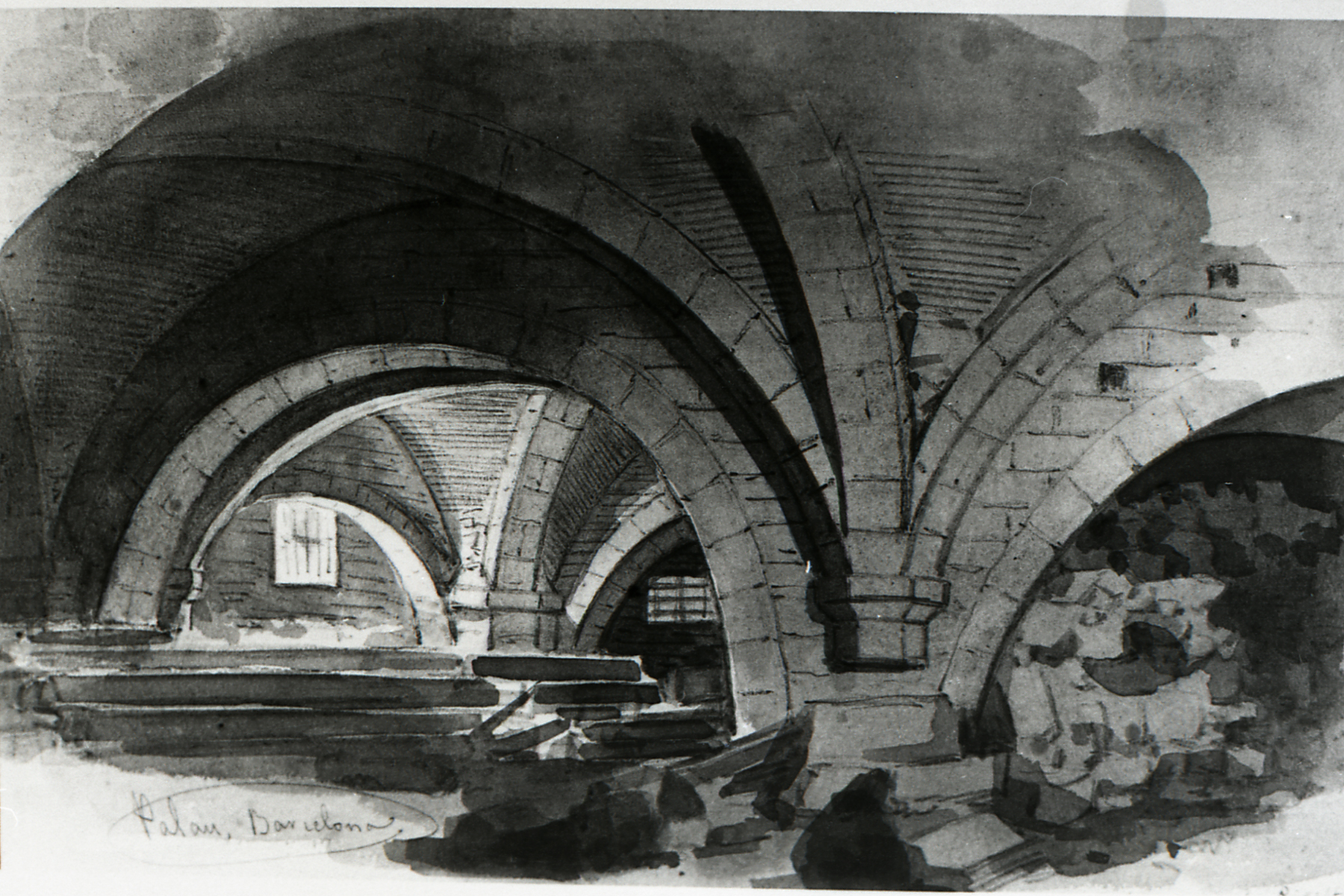
Soterrani de la Sala dels Cavalls

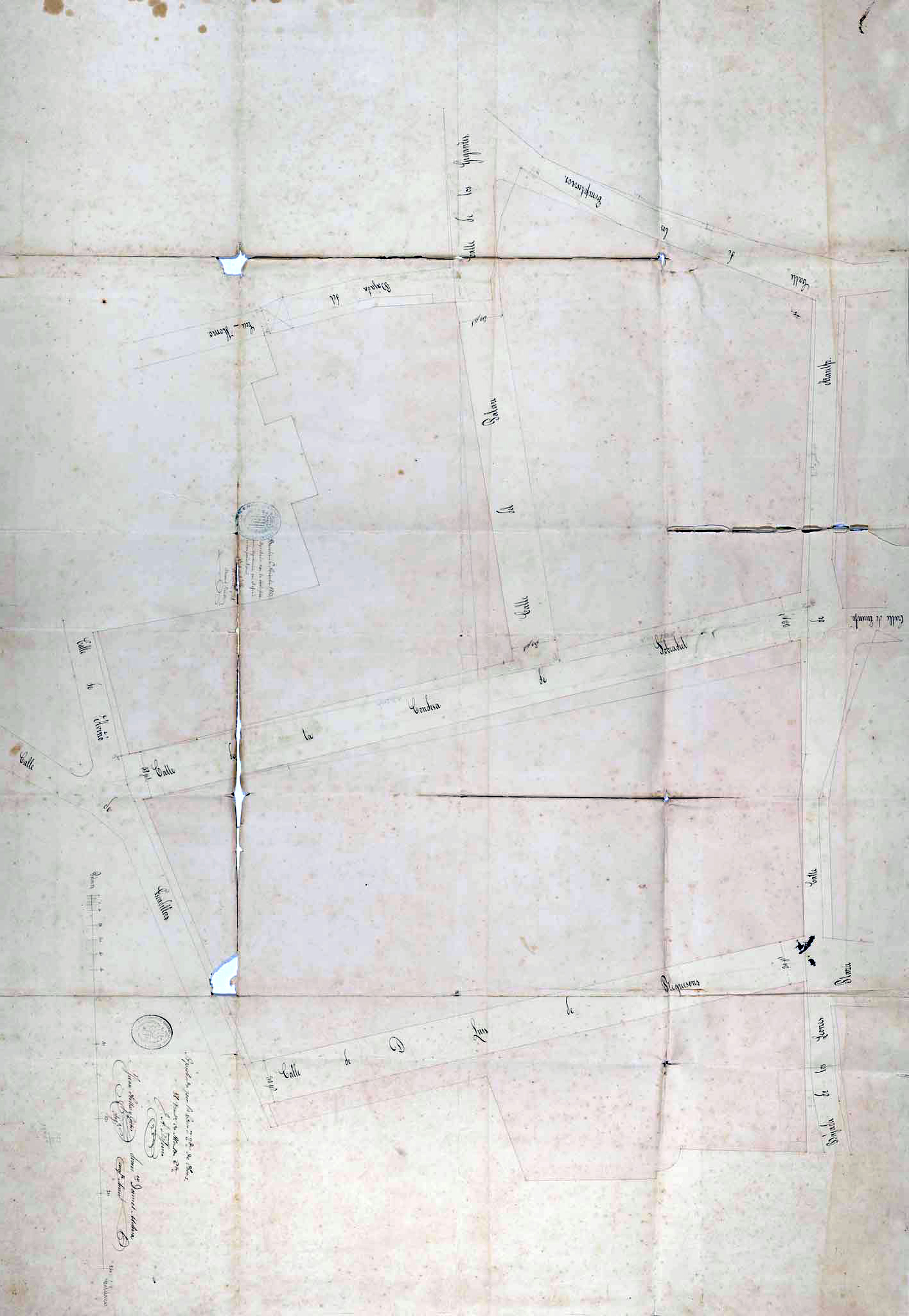
Projecte d'obertura de diversos carrers. Joan Nolla i Cortès (1853)

El Palau Reial Menor o de la Comtessa era un conjunt d'edificis situats a l'actual barri Gòtic de Barcelona, dels quals només se'n conserva la capella, reformada per Elies Rogent el 1868. Tenia els seus orígens en una comanda de l'Orde del Temple del segle xiii, i l'any 1857 fou venut per la seva propietària, María Teresa Álvarez de Toledo y Palafox, comtessa de Sobradiel, per a fer-hi una urbanització de cases benestants.

## Història í descripció

### Els Templers a Barcelona
Els templers van arribar a Catalunya, procedents de Terra Santa, vers l'any 1128. Venien a fer proselitisme de la seva causa i recaptar tota mena de donatius per al manteniment dels exèrcits croats a Orient. Foren molt ben rebuts per les autoritats civils i eclesiàstiques, que de seguida els feren importants donacions, entre les quals hi havia la finca que seria la seva residència a la ciutat comtal. Gairebé al mateix temps, l'Orde havia començat a adquirir un conjunt important de finques i altres beneficis al Vallès, on organitzaria una comanda amb seu a Palau-Solità, amb el nom de Palau del Vallès. Aquesta casa i la de Barcelona formaren una sola casa, com una mena de comanda bicèfala.
Tot i que en un principi la casa de Barcelona no era un convent, amb el temps i sobretot a causa dels negocis que tenia el comanador del Vallès amb els oficials reials, acabà esdevenint-ho. Vers el 1282 es desplaçà la seu del Vallès a Barcelona, però tot i així, seguiren essent la mateixa casa, i les propietats les administrà el mateix preceptor, que a partir d'aleshores s'intitulà «comanador de Barcelona». El prestigi i la importància assolits en pocs anys pels templers motivà l'atorgament pel rei Jaume, l'any 1237, d'una carta de protecció individual. També gaudí, per concessió reial, de drets sobre l'encunyació de moneda, i per altres conceptes, Palau rebia del rei un cens anual pels alfòndecs de mar. També percebia una renda sobre el roldor, producte molt emprat pels assaonadors de la indústria de la pell, i una part de les rendes de la lleuda i el quintar reial, entre d'altres. Si els templers especulaven amb els terrenys per edificar, també negociaven amb els jueus, els banquers per excel·lència; en uns casos, es tractava de préstecs usuraris fets pels jueus al Temple; d'altres eren vendes o arrendaments de rendes i censos. El port de Barcelona era utilitzat pels templers en les seves relacions amb Terra Santa i amb altres províncies mediterrànies. L'orde també posseïa a la ciutat obradors i taules als mercats. Se'n documenten alguns a la plaça del Mercadal (actualment de l'Àngel), vora el castell i la cort del veguer (el Castell Vell). Era usual que l'orde, per una banda, gaudís del dret a fer fires i mercats, i, per l'altra, que els utilitzés per a comercialitzar millor els productes procedents de les seves explotacions agropecuàries.

### Palau del Temple de Barcelona
L'any 1134, Bernat Ramon de Massanet i el seu fill donaren al Temple les «cases d'en Gallifa» (amb mur, torres, pati i pou) del costat occidental de la muralla romana de Barcelona, vora el castell de Regomir. Sembla que es tractava d'un conjunt d'edificis que, aprofitant l'angle de l'antiga muralla, havien estat ordenats al voltant d'un pati quadrangular. Aquelles torres i cases esdevindrien la residència barcelonina dels templers, coneguda a partir d'aleshores amb el nom de «Palau del Temple». Tenia un pati quadrangular, on hi havia la capella (únic edifici dempeus), que ocupava tot el costat nord, i els principals edificis conventuals, que es repartien per la banda occidental. La resta de costats eren ocupats per edificis de serveis i horts. El límit exterior venia donat per l'angle sud-occidental de la muralla romana, constituït pel mur i set torres, entre cilíndriques i prismàtiques, que devien servir de protecció del recinte en els primers anys. Molt aviat, amb el creixement urbanístic de la ciutat, les torres perderen la seva funció originària i al seu peu (suburbis) es construïren cases.
L'any 1245, el comanador Pere Gil comprà unes cases i horts pròxims al convent barceloní, començant així un projecte urbanístic que comprenia la disposició d'un hort o jardí a l'altre costat de la muralla, i la construcció de cases en dos carrers, un dels quals era potser l'actual d'Avinyó. Uns anys més tard, el 1253, els templers aconseguiren del batlle reial de la ciutat llicència per tancar un carrer que, procedent del vicum balneorum novorum (carrer dels Banys Nous), passava per sota el mur de la casa del Temple en direcció al mar. Això els permetia construir l'hort, perquè simultàniament s'havien obert al davant dos carrers paral·lels. L'any següent es documenten donacions i permutes de terrenys, també vora el convent, i de seguida començà la construcció de cases als carrers nous, amb set establiments emfitèutics de parcel·les per a construir-ne d'altres. La tasca constructora continuà els anys següents, i durà, amb un ritme lent, fins a la dècada del 1260.
Després del 1317, abolit ja l'orde del Temple, la major part dels béns de la comanda de Palau Solità/Barcelona passaren a l'orde de Sant Joan de Jerusalem, però el 1328, el bisbe de Vic comprà la de Barcelona, i el 1367 la vengué al rei Pere el Cerimoniós, que la feu reformar com a residència reial, deixant el Palau Reial Major de la plaça del Rei com a seu administrativa i per als actes oficials.

### Palau Reial Menor o de la Reina Elionor
Les obres començaren el 1368, i al de cap de poc, s'hi instal·là la família reial, formada, a més de la seva tercera esposa Elionor de Sicília (que donaria nom al Palau) i els seus fills, per la infanta Joana, filla del seu primer matrimoni amb Maria de Navarra, i Maria de Luna, promesa en matrimoni de l'infant Martí des del 1361. De l'època templera es conservaren la capella i almenys un altre gran edifici de planta rectangular que tenia als baixos una esplèndida estructura amb voltes de creueria i a la planta noble una magna estança amb arcs diafragmàtics transversals, anomenada «Sala dels Cavalls», un precedent del Saló del Tinell i del Saló de Cent. El rei feu construir una altra sala al costat, la «Sala Major», també amb arcs transversals, i altres estances adossades a la muralla romana, a més d'un espaiós jardí que amplià l'antic hort templer, format per l'enderrocament de diverses cases del voltant, que foren adquirides amb tal finalitat.
Ja al segle xv, Joan II va cedir el palau (l'ús o la propietat) al noble Galceran de Requesens i de Santacoloma (†1465). Aquest fou succeït pel seu fill Lluís de Requesens i Joan de Soler (1430-1509), casat el 1501 en segones noces amb Hipòlita de Roís de Liori i de Montcada (1479-1546), que el 1524, ja vídua, va encarregar un gran nombre de rajoles de Manises de color blau sobre blanc per a repavimentar diverses salas del palau. El 1526, la seva filla Estefania de Requesens i Roís de Liori (†1549) es va casar amb Juan de Zúñiga-Avellaneda y de Velasco (1488-1546), comanador major de l'orde de Sant Jaume a Castella. El 1537, quan el matrimoni es trobava amb la cort de Carles V a Valladolid, Elisabet va escriure a la seva mare, demanant-li que plantés murtes al jardí. Entre 1540 i 1541, quan es trobaven a Madrid, s'hi feren obres a càrrec del mestre Jerónimo Bustamante de Herrera, tot i que sembla que el responsable intel·lectual fou el fuster Antoni Carbonell menor, autor del sostre enteixinat de l'escala del Palau del Lloctinent. Probablement seguint el seu disseny, Gabriel Terrades va fer el de la Sala dels Cavalls.
L'hereu fou Lluís de Requesens i de Zúñiga (1528-1576), governador de Milà (1572-1573) i dels Països Baixos espanyols (1573-1576). La seva filla Mencia de Requesens-Zúñiga i de Gralla (1557-1618) es va casar amb Pedro  Fajardo y Fernández de Córdoba, III marqués de los Vélez (†1579), i l'hereu fou Luis Fajardo y de Requesens-Zúñiga (1576-1631), IV marquès de los Vélez, succeït per Pedro Fajardo de Requesens-Zúñiga y Pimentel (1602-1647), V marquès de los Vélez, Mª Teresa Fajardo y de Toledo-Portugal (1645-1715), VII marquesa de los Vélez, Teresa Catalina Montcada de Aragón y Fajardo (1665-1727), VIII marquesa de los Vélez, Fadrique Vicente Álvarez de Toledo y Montcada de Aragón (1686-1753), IX marquès de Villafranca del Bierzo y de los Vélez,  i Antonio Álvarez de Toledo y Pérez de Guzmán (1716-1773), X marquès de Villafranca y de los Vélez. El 1766, i per tal d'augmentar les rendes que li proporcionava el Palau, promogué la construcció d'unes cases al jardí o hort que donava al carrer dels Escudellers (actualment Avinyó), anomenades «cases noves del Palau». L'obra va ser contractada amb l'arquitecte Joan Soler i Faneca, que es va associar amb els seus col·legues Francesc Renart i Joan Tintorer. Una d'elles fou habitada pel comerciant alemany Christian Andreas Tilebein, que recomanaria l'arquitecte al seu soci Salvador de March per a la seva residència a la Rambla.
L'hereu fou Francisco de Borja Álvarez de Toledo y Gonzaga (1763-1821), XVI duc de Medina Sidonia i XII marquès de Villafranca y de los Vélez, succeït per la seva filla María Teresa Álvarez de Toledo y Palafox (†1866), princesa de Montalbán, casada amb Joaquín Florencio Cavero y Tarazona (1796-1876), VI comte de Sobradiel.

### Enderrocament i urbanització del Palau
El 1853, l'arquitecte Joan Nolla i Cortès va traçar el projecte del nou carrer de la Comtessa de Sobradiel, que fou aprovat per l'Ajuntament l'any següent. Les obres no van començar fins al 1857, quan s'efectuà la venda del Palau al comerciant Manuel de Compte i Ferran, el seu principal llogater, per 6.477.746 rals. El projecte incloïa també l'obertura d'un altre carrer paral·lel al de la Comtessa, dedicat a Lluís de Requesens i que havia de continuar el carrer d'en Rull (traçat per Nolla a la mateixa època) per a enllaçar amb la Rambla. Tanmateix, fou frenat per les reserves de l'arquitecte municipal Francesc Daniel Molina (en contra de l'opinió favorable del també arquitecte municipal Miquel Garriga i Roca), i també descartada la seva continuació fins al del Regomir a través dels terrenys de la Casa Dusai, propietat del marquès de Monistrol. Finalment, el 1859, Manuel de Compte signà un conveni amb l'Ajuntament per a construir en el seu lloc una illa de cases amb un gran pati interior enjardinat, segons el plànol d'Elies Rogent i el mateix Molina.
De la venda foren exceptuats la capella, reformada el 1868 per Rogent, i un terreny immediat, on el mestre d'obres Josep Nolla (pare de Joan) hi bastí una casa amb l'escut dels comtes sobre el portal d'entrada (Palau, 3), que n'hostatjaria l'arxiu. El solar adjacent (Comtessa de Sobradiel, 7) fou adquirit per l'administrador del Palau, Josep Antoni Buxeres i Abat, que hi va fer construir un palau urbà segons el projecte del mateix Rogent, inspirat en el Rundbogenstil alemany, igual que la casa de Manuel de Compte, situada just al davant (Palau, 4). Aquesta darrera inclou un tram de la muralla romana entre dues torres, que no fou enderrocada com a la resta perquè feia de mitgera amb la propietat del marquès de Sentmenat, on actualment hi ha el Casino Mercantil. Altres edificis de Rogent que segueixen el mateix estil són les cases d'Isidre Sicart i Soler (Avinyó, 27-29) i la de Joaquim de Compte, germà de Manuel (Ataülf, 12).
L'enderrocament del Palau va originar una forta reacció ciutadana, plasmada en molts articles de protesta a la premsa, així com dibuixos i pintures realitzats per artistes com Francesc Soler i Rovirosa, Lluís Rigalt i Farriols i Ramon Martí i Alsina.